# Antiviral Chemistry & Chemotherapy
Antiviral Chemistry & Chemotherapy je recenzirani naučni časopis koji izlazi svaka dva meseca u izdanju International Medical Press. On je osnovan januara 1990. godine, i objavljivala ga je izdavačka kuća Blackwell Publishing do 1997. Glavni urednik je Hju J. Fild (Univerzitet Kembridža). Časopis pokriva istraživanja svih aspekata prekliničkih istraživanja antivirusnih lekova, uključujući njihovu hemijsku sintezu, biohemiju, farmakologiju, mod dejstva, i virologiju, kao i studije na životinjskim modelima. Ovaj časopis je zvanična publikacija Međunarodnog društva za antivirusna istraživanja.